# Pont-de-Shédiac–Rivière-Shédiac
Pour les articles homonymes, voir Shédiac (homonymie).
Pont-de-Shédiac–Rivière-Shédiac ou simplement Pont-de-Shédiac (Shediac Bridge-Shediac River en anglais), est un village du comté de Westmorland, au sud-est de la province canadienne du Nouveau-Brunswick. Le village a le statut de DSL sous le nom légal de Shediac Bridge-Shediac River. Dans le cadre de la réforme de la gouvernance locale du 1er janvier 2023, le DSL a été annexé à la communauté rurale de Beausoleil.

## Toponymie
Le nom Shédiac est dérivé du micmac Esedeiik, signifiant « qui remonte loin », possiblement en référence à la configuration de la baie de Shédiac ou au portage menant vers la rivière Petitcodiac. À l'origine, ce nom attribué à la baie, désignait le village actuel de Grande-Digue, alors que Shediac se nommait "La batture"

## Géographie
Le village est situé dans le sud du pays de Gédaïque.
Pont-de-Shédiac–Rivière-Shédiac est, comme son nom l'indique, composé de deux quartiers. Pont-de-Shédiac est situé à l'embouchure de la rivière Shédiac dans la baie de Shédiac. Rivière-Shédiac est un peu plus à l'ouest, dans la vallée de la rivière.
À part la rivière, les autres cours d'eau importants sont le ruisseau Bateman's, qui se déverse dans cette dernière, et le ruisseau Albert Gallant, au nord.
Le village est généralement considéré comme faisant partie de l'Acadie.

### Géologie
Le sous-sol du village est composé principalement de roches sédimentaires du groupe de Pictou datant du Pennsylvanien (entre 300 et 311 millions d'années).

## Histoire
Pont-de-Shédiac–Rivière-Shédiac est situé dans le territoire historique des Micmacs, plus précisément dans le district de Sigenigteoag, qui comprend l'actuel côte Est du Nouveau-Brunswick, jusqu'à la baie de Fundy.

## Chronologie municipale

Évolution territoriale de la paroisse de Shédiac après 1966.

## Démographie
| 2001 | 2006  | 2011  | 2016  |
| ---- | ----- | ----- | ----- |
| 950  | 1 043 | 1 158 | 1 098 |

## Économie
Entreprise Sud-Est, membre du Réseau Entreprise, a la responsabilité du développement économique.

## Administration

### Comité consultatif
En tant que district de services locaux, Pont-de-Shédiac–Rivière-Shédiac est administré directement par le Ministère des Gouvernements locaux du Nouveau-Brunswick, secondé par un comité consultatif élu composé de cinq membres dont un président. Il n'y a actuellement aucun comité consultatif.
| Période                                  | Période | Identité     | Étiquette | Qualité |
| ---------------------------------------- | ------- | ------------ | --------- | ------- |
|                                          |         | Patrick Fusk |           |         |
|                                          |         |              |           |         |
| Les données manquantes sont à compléter. |         |              |           |         |

### Commission de services régionaux
Pont-de-Shédiac–Rivière-Shédiac fait partie de la Région 7, une commission de services régionaux (CSR) devant commencer officiellement ses activités le 1er janvier 2013. Contrairement aux municipalités, les DSL sont représentés au conseil par un nombre de représentants proportionnel à leur population et leur assiette fiscale. Ces représentants sont élus par les présidents des DSL mais sont nommés par le gouvernement s'il n'y a pas assez de présidents en fonction. Les services obligatoirement offerts par les CSR sont l'aménagement régional, l'aménagement local dans le cas des DSL, la gestion des déchets solides, la planification des mesures d'urgence ainsi que la collaboration en matière de services de police, la planification et le partage des coûts des infrastructures régionales de sport, de loisirs et de culture; d'autres services pourraient s'ajouter à cette liste.

### Représentation et tendances politiques
Nouveau-Brunswick: Pont-de-Shédiac–Rivière-Shédiac fait partie de la circonscription provinciale de Kent-Sud, qui est représentée à l'Assemblée législative du Nouveau-Brunswick par Claude Williams, du Parti progressiste-conservateur. Il fut élu en 2001 puis réélu en 2003, en 2006 et en 2010.
 Canada: Pont-de-Shédiac–Rivière-Shédiac fait partie de la circonscription fédérale de Beauséjour. Cette circonscription est représentée à la Chambre des communes du Canada par Dominic LeBlanc, du Parti libéral.

## Infrastructures et services
Le village est desservi par les routes 11 et 134. Il y a un bureau de poste à Pont-de-Shédiac. Le détachement de la Gendarmerie royale du Canada le plus proche est situé à Shédiac.
Pont-de-Shédiac possède un aérodrome privé, dont le code OACI est CSB5. Il possède une piste en gazon longue de 2 750 pieds.
Les francophones bénéficient du quotidien L'Acadie nouvelle, publié à Caraquet, ainsi que des hebdomadaires L'Étoile, de Dieppe, et Le Moniteur acadien, de Shédiac. Les anglophones bénéficient quant à eux des quotidiens Telegraph-Journal, publié à Saint-Jean et Times & Transcript, de Moncton.

## Culture
La localité fait partie du « pays de la Mariecomo », comprenant la côte entre Richibouctou au nord et Cap-Pelé au sud, dans le roman La Mariecomo de Régis Brun.